# 팀 BJMC
팀 BJMC는 방글라데시의 축구단이다.

## 우승
- 다카 리그: 1967,1968,1970,1973,1979